# 7 Wonders
Pour la série de jeux vidéo, voir 7 Wonders (série de jeux vidéo).
7 Wonders est un jeu de société créé par Antoine Bauza et publié par Repos Production en 2010. Son nom signifie "sept merveilles" en référence aux sept Merveilles du monde antique. Il a été récompensé par plus de 30 prix internationaux, notamment le Spiel des Jahres (Meilleur jeu pour connaisseurs) en 2011, et est devenu le jeu le plus primé au monde.

## Principes de jeux
Le jeu est de type développement de civilisation et est basé sur un système de draft, où les joueurs se font passer le jeu de cartes et se servent au fur et à mesure. En 3 âges de 6 cartes, chacun gère des ressources (matières premières et produits manufacturés) et tache de construire en fonction de ses resources et de celles de ses voisins la cité la plus puissante, en construisant des bâtiments de différentes catégories (militaires, commerciaux, civiques, scientifiques, merveilles). Plusieurs stratégies sont donc possibles, l'enjeu reposant sur la capacité des joueurs à bien gérer leurs ressources, puis à mener à bien une stratégie pour accumuler des points.

## Éditions, extensions et jeux dérivés

### Nouvelle édition
En 2020, pour fêter les 10 ans du jeu, une nouvelle édition est sortie.

### Extensions

#### Première édition
La première édition a connu plusieurs extensions : Leaders (2011), Cities (2012), Babel (2014),  Armada (2018)

#### Édition 2020
Le jeu dispose actuellement avec l'édition 2020 de trois extensions : Cities, Leaders et Armada ainsi que Art Pack et le Wonder Pack.

### Jeux dérivés
Plusieurs jeux basés sur le thème et les mécaniques de 7 Wonders ont été créés. Cependant, ils sont légèrement différents et ne sont pas compatibles avec la boite de base. Il s'agit de :

#### 7 Wonders Duel
7 Wonders Duel est un jeu de cartes évolutif réalisé avec Bruno Cathala sur le thème de 7 Wonders. Il constitue un jeu à part entière et indépendant du 7 Wonders classique afin de permettre de jouer à deux joueurs. Le prototype était en test en février 2015 au Festival International des Jeux à Cannes. En octobre 2015, il est publié par Repos Production. Il dispose de deux extensions, Pantheon (sortie en 2016) et Agora (sortie en 2020).

#### 7 Wonders Architects
7 Wonders Architects (sorti en 2021) est un nouveau concept du jeu de base. Les règles ont été modifiées pour les rendre plus accessibles. Certaines mécaniques tel que le tirage des cartes ou la construction de merveilles ont été modifiés. Le jeu a obtenu l'As d'or du meilleur jeu au festival international des jeux de Cannes.

## Accueil

### Ventes
En mars 2020, Damien Leloup, dans Le Monde, évoque 7 Wonders comme « l'un des plus gros succès du jeu de société de ces dix dernières années ».
À ce jour, la version originale s'est écoulée à 2 millions d'exemplaires et l'adaptation 7 Wonders Duel à 1,5 million.

## Accueil critique
Le magazine de jeux de société Plato en octobre-novembre 2010 livre une critique très favorable et évoque la « chronique d’un succès annoncé ».
Sur le site Sci-Fi Universe, qui critique 7 Wonders peu après sa sortie, Benoît F. est très convaincu par le jeu, dont les points forts reposent, selon lui, sur la rapidité et l'intensité des parties (qui ne souffre pas d'un nombre de joueurs pouvant aller jusqu'à 7), sur la qualité du matériel (notamment les illustrations) et le livret de règles très bien conçu. Son seul regret est que le thème antique de 7 Wonders reste finalement en retrait dans les mécaniques de jeu elles-mêmes, et est essentiellement présent grâce aux illustrations.
En novembre 2022, le jeu figure dans une sélection des meilleurs jeux de société pour adultes dans le journal Le Monde, où Martin Vidberg apprécie la durée pas trop longue et la diversité des possibilités stratégiques. La même année, dans La Croix, Cécile Jaurès inclut le jeu dans une sélection de « Six jeux de société innovants et jolis pour jouer en famille ». Présentant 7 Wonders comme « grand classique du jeu de gestion », elle en apprécie les règles pas trop compliquées et la beauté des illustrations. Le jeu figure également dans une sélection des meilleurs jeux de société pour adultes sur Wirecutter.

### Récompenses
7 Wonders a été récompensé par plusieurs dizaines de prix, dont :
- Internationals games awards
- Spiel des Jahres Kennerspiel des Jahres (Meilleur jeu pour connaisseurs) 2011
- As d'or 2011[27]
- Golden Geek 2011
- Deutscher Spiele Preis  2011[28]
- Gouden Ludo 2011
- Swiss Gamers Award 2010
- Tric Trac d'or  2010[29]
- Vuoden Peli (Prix du jeu de l'année en Finlande) 2010 : meilleur jeu pour adultes[30]

7 Wonders devient en quelques années le jeu le plus primé au monde.

### Influence
Dans un article paru en 2019, une sélection des jeux de société les plus influents des dix dernières années, élaborée par quatre concepteurs de jeu et parue sur le site Polygon, inclut 7 Wonders. L'article estime que 7 Wonders recompose des mécanismes classiques d'une manière qui leur redonne de l'intérêt, et qu'avec ses mécanismes de draft, le jeu a influencé des jeux tels que Sushi Go et Gloomhaven.